# Bonaspeia karensis
Bonaspeia karensis är en insektsart som beskrevs av Davies 1987. Bonaspeia karensis ingår i släktet Bonaspeia och familjen dvärgstritar. Inga underarter finns listade i Catalogue of Life.